# Шашуа, Амнон
Амнон Шашуа (ивр. אמנון שעשוע‎; род. 26 мая 1960 года) — израильский математик и учёный в области информатики, специалист по алгоритмам, профессор Еврейского университета в Иерусалиме, сооснователь и глава фирмы «Мобилай» (Mobileye). Кроме того, является и сооснователем фирмы OrCam («Оркам»).

## Биография
Амнон Шашуа получил первую учёную степень по математике и компьютерным наукам в Тель-Авивском университете в 1985 году, учился на вторую степень и получил звание бакалавра в Институте Вайцмана в 1989 году под руководством Шимона Ульмана. Работу над докторской диссертацией по когнитивным исследованиям Амнон Шашуа проводил в Массачусетском технологическом институте, совмещая её с работой в лаборатории искусственного интеллекта, и закончил в 1993 году. Пост-докторантуру проходил под руководством Томазо Поджио в центре биологического и компьютерного обучения в Массачусетском технологическом институте.

## Академическая карьера
Шашуа работает в Еврейском университете с 1996  года. В 1999 году получил звание профессора, в 2003 году стал полным профессором. В 2002—2005 годах был главой Высшей инженерной и компьютерной школы при Еврейском университете. Автор более 100 статей в области машинного обучения и компьютерного зрения.

## Предпринимательская деятельность

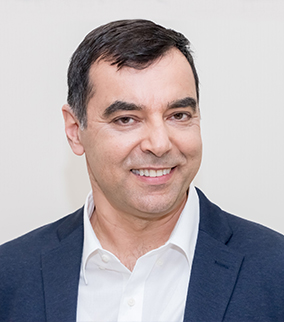
Амнон Шашуав 2019

В 1995 году основал CogniTens, проданный в 2007 году фирме Hexagon AB. В 1999 году основал Mobileye вместе с Зивом Авирамом, в настоящий момент возглавляет «Мобилай» в качестве директора и главного инженера. «Мобилай» провёл рекордную для Израиля эмиссию акций в 2014 году, впоследствии был продан фирме «Интел» в 2017 году снова за рекордную для Израиля сумму $15,3 млрд.
В 2010 году Шашуа и Авирам основали также OrCam («Оркам») — фирму, выпускающую вспомогательные приборы для слабовидящих.
Профессор Шашуа имеет много наград, в частности, зажигал факел на церемонии в Кнессете. Во время пандемии COVID-19 2020 года был включен в правительственный штаб борьбы с вирусом в Израиле, провел математический анализ для сравнения стратегий борьбы с эпидемией. В 2023 году удостоился престижной Премии Израиля по категории «выдающийся вклад».